# Antoninian

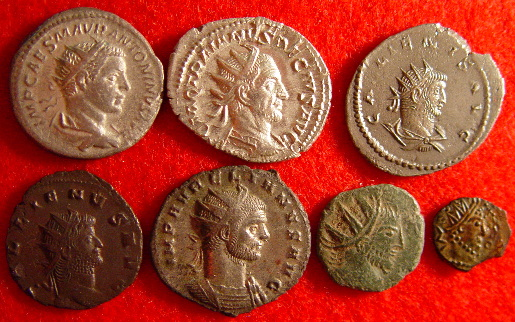
Antoniniany, kolejno w rzędach od lewej: 1. Heliogabal (218-222) – srebro, 2. Decjusz (249-251) – srebro, 3. Galien (253-268) – bilon, 4. Galien – miedź, 5. Aurelian (270-275) – miedź srebrzona, 6,7 uzurpatorzy galijscy (261-273) – miedź

Antoninian (łac. antoninianus) – moneta bita w cesarstwie rzymskim, wprowadzona przez Karakallę na początku III wieku jako nominał srebrny o wartości 2 denarów.
Szybko uległa zepsuciu i emitowana była z bilonu, a nawet z miedzi aż do panowania Dioklecjana (284-305) włącznie. 
W III wieku legionista otrzymywał dzienny żołd w wysokości 10-15 antoninianów. Przykładowe ceny w tym czasie wynosiły:
- zdrowy niewolnik –  800-1200 antoninianów
- koń – 250 antoninianów
- osioł – 145 antoninianów
- prosty miecz rzymski – 60 antoninianów
- buty – 12 antoninianów
- wino (1 pinta) – 4 antoninianów
- półkilowy bochenek chleba – 1 antoninianus
- lampa oliwna – 1 antoninianus
- złoty pierścień – 122 antoninianów
- mała łódź rybacka – 186 antoninianów